# Q (リイカのゲーム)
『Q』（キュー）は、株式会社リイカが開発・発売したパズルゲーム。2015年1月9日にiOS/Android版が、同年6月26日にXbox One版が、同年11月18日にはニンテンドー3DS版が配信、2022年7月28日にはNintendo Switch版が『Q REMASTERED』のタイトルで発売、2023年5月3日にはSteam版が発売された。

## 概要
物理法則が働く空間で出されるお題に対して、プレイヤーが画面に何かを描くことにより解決していくというステージクリア型の物理演算パズル。例えば、シリンダーに入っているボールを外に出すという問題では、プレイヤーがフックと支点を描いてシリンダーを倒すというのが解答例になる。答えは一通りではなく、プレイヤーは創意工夫と試行錯誤により達成を目指す。
2016年6月6日には、ユーザーが自ら問題を作成できるiOS/Android用アプリ『Q craft』が無料配信された。また、この配信に合わせて本編のiOS/Android版がアップデートされ、他のユーザーが作成しアップロードした問題をプレイできるようになった。
2018年8月3日には、アニメ『深夜!天才バカボン』とコラボレーションしたiOS/Android用アプリ『深夜!天才バカボンのQ -パパからの挑戦状なのだ-』が株式会社ディ・テクノより配信された。
2024年8月28日には、新作『Q2 HUMANITY』が発売された。

## ステージと主なギミック
各ステージそれぞれ20問ずつあり、1ステージから3ステージがまとまっている。基本的に最初は1つ目のステージの前半10問しか遊べないが、その10問中7問クリアすると後半の10問、REMASTEREDでは20問中14問、それ以外では後半の10問中7問クリアすると次のステージの最初の10問が開放される。また、問題をクリアするごとにステージごとの背景が少しずつ開放され、REMASTEREDでは20問全てクリア、それ以外では問題ごとのヒントを見ると全画面で背景が見れるようになる。

### PRIMARY~SEPTENARY
2024年4月現在、計21ステージあり、最も一般的なステージ。
- 赤いエリア

PRIMARYで初登場。このエリアにオブジェクトまたは描いたものを触れさせるとクリアになる、また、このエリアにオブジェクトを触れさせないようにする問題もある。
- 青いエリア

PRIMARYで初登場。このエリア内には何も描くことができず、Q2 étudeでは物を持つことができない。しかしエリア外で描いたものを中に入れることは可能。
- 黄色いオブジェクト

SECONDARYで初登場。ここに描いたものを当てると動く。また、描いたものを当てると消えるものや、他のオブジェクトが当たると動いたり消えたりするものがある。
- 重力変化

SECONDARYで初登場。問題文が緑色になっているときに、重力の向きが変わる。
- ゴムひも

TERTIARYで初登場。これで繋がれているものはゴムのように伸び縮みする。
- 風船

QUATERNARYで初登場。風船は重力に逆らう。何かと紐で繋がれているものもあるが、こちらは伸び縮みしない。
- 水色のオブジェクト

QUINARYで初登場。ここに描いたものを当てるとそのオブジェクトが小さくなる。当たると大きくなる問題もある。
- 橙色のオブジェクト

QUINARYで初登場。ここに描いたものを当てると破裂する。
- ゼリー

QUINARYで初登場。オブジェクトがぶよぶよになっている。
- ドゥルドゥル

SEPTENARYで初登場。ゼリーのオブジェクトを紐にしたような形状。
ちなみに「○○っていう」構文もここで生まれた。
- ラベンダー色のエリア

SEPTENARYで初登場。描いたものを含むオブジェクトを吸い寄せる。
- 薄青色のエリア

SEPTENARYで初登場。描いたものを含むオブジェクトを反発させる。
- 緑色のエリア

SEPTENARYで初登場。重力を一部変える。

### SPECIAL,SECRET
2024年4月現在、計4ステージあり、iOS,Android版ではSECRET2以外は有料。SECRET2は条件を踏むと遊べる。SECRET1ではパックマンやテトリスを模した問題などがある。

### VAULT
2024年4月現在、計6ステージあり、iOS,Android版では有料で広告削除とセットでそれぞれ遊ぶことが可能。
VAULT-A
- ヒーロー飛ばし競争

Q史上初のミニゲーム。ヒーローを上に飛ばす。ベストスコアも記録される。
- 体力ゲージ

描いたものなどを当てると体力が減っていき、0になると消滅する。
- 赤黄のグラデーションのオブジェクト

ここに描いたものを当てると少しずつ大きくなる。
- グレーのオブジェクト

描いたものをすり抜けるが、それ以外はすり抜けない。
- 赤白のグラデーションのオブジェクト

時間経過で少しずつ大きくなる。
- 破壊エリア、オブジェクト

描いたものが当たると、粉々になる。
VAULT-B
- ヒーロー投げ競争

Q史上初のミニゲーム。ヒーローを右に飛ばす。ベストスコアも記録される。
- 石化エリア、オブジェクト

描いたものを含むオブジェクトが当たると、紫色になり、動かなくなる。
- 緑紫のグラデーションのオブジェクト

描いたものが当たるたびに分裂する。
- 青黄のグラデーションのオブジェクト

ここに描いたものを当てると少しずつ小さくなる。
- スイッチオブジェクト

描いたものが当たると動き、もう一度当たるとまた止まる。
- 青白のグラデーションのオブジェクト

時間経過で少しずつ小さくなる。
- 消滅エリア、オブジェクト

描いたものが当たると、描いたものが消える。
- ロボット掃除機

描いたものに反応して動き、一部のオブジェクトを吸い込む。

### Q2 étude
2024年4月現在、計3ステージあり、後に発売されるQ2 HUMANITYの習作として作られた。iOS,Android版ではVAULT-A,Bを両方購入すると遊べるようになる。このステージではオブジェクトを持つことが可能。
- 接着剤

ブラシのようなものを容器に入った赤いエリアに付けると接着剤が付き、オブジェクトを色々な所に接着することができる。

### みんなのQ
2024年12月現在、みんなのQ1~24,Q REMASTEREDにおいてアップデートされたみんなのQ25~28,そしてダルマが主役の問題を集めた「みんなのダルマ」、後述するHELLの派生形にして高難易度の「みんなのHELL」の計30ステージあり、ユーザーが応募した問題から選ばれた問題を遊ぶことができる。

### オリジナル
3DS版でしか遊ぶことができない。2画面を使った100問で遊ぶことができる。

### HELL
Q REMASTEREDでしか遊ぶことができない、最難関のステージ。

### IQ TEST
Steam版Q REMASTEREDでのみ遊べるステージで、2024年4月現在は2ステージある。解き方や手数などから自分のIQを診断することができる。

## 開発
本作の開発は、リイカのプログラマーの武部佑が他のプロジェクトの合間にUnityの性能実験を行う中で制作したお絵描きツールがきっかけとなっている。これは描いたものが物理演算の法則に従って落ちるというものだったが、プロデューサーの栗田祐介がこのツールを使い「容器の中のボールを出せるか」という問題を作成したところ周りのスタッフから好評で、ここから様々なアイデアが生まれた結果、実機で遊べるくらいまで開発が進んだため、事後的に会社から開発の承諾を得た。開発期間はお絵描きツールの制作時から約半年を費やした。
タイトルについて、当初は、物理演算を用いたゲームであることから『フィジックス』（physics、物理学）という仮タイトルを付けていたが、海外で同名のゲームアプリが大量にあることがわかり、新規案を検討した結果、サーバーエンジニアのひとりが提案した『Q』に決定した。これは、1文字であることが格好良くシンプルなゲーム要素とも合致するというのが採用の理由だったが、その後、『Q』にはクエスチョン（question、疑問）やキュリオシティ（curiosity、好奇心）という意味があり、Q&Aの「&A」をユーザーに考えてもらい開発側はあくまでも「Q」だけを提供するという理由が付加された。

## 反響
本作のダウンロード数は2018年8月時点で累計1000万に達している。栗田はヒットの要因について、販売サイトに掲載されている「自信があるなら挑戦を。」「コップからボールを出せますか？」といった言葉で難しさを印象付けたことや、クリア時のスクリーンショットをSNSに投稿できる機能がSNSの拡散性と相性が良かったことを挙げている。
Nintendo Switch版の『Q REMASTERED』は発売直後には特に反響がなかったが、2023年2月にVTuberの樋口楓がライブ配信したことをきっかけに他のVTuberも続々と配信するようになり、ついには1日20人から30人くらいのVTuberがライブ配信し「夕方以降どの時間帯もだれかしらやっている」という状態にまで発展した。また、さくらみこと兎田ぺこらの配信時にはリイカのサーバーにアクセスが集中してダウンするハプニングが発生し、この際にリイカがスーパーチャットを支払う形で謝罪するという対応を取り配信の盛り上がりに寄与した。こうした人気により、Nintendo Switchダウンロードソフトのランキングでは発売直後の2022年7月時点で最高24位だったものが3位くらいまで上昇したほか、Nintendo Switch版より前に発売したスマートフォン版は前月比1000%以上の売り上げを記録した。

## 評価
- CEDEC AWARDS 2015 ゲームデザイン部門優秀賞ノミネート[6]